# Signargues (côtes-du-rhône villages)
Pour l’article homonyme, voir Signargues (plateau).
Le signargues, ou côtes-du-rhône-villages Signargues, est un vin rouge produit sur les communes de Domazan, Estézargues, Rochefort-du-Gard et Saze, dans le département du Gard.
Il s'agit d'une des 21 dénominations géographiques au sein de l'appellation d'origine contrôlée côtes-du-rhône-villages, dans la partie méridionale du vignoble de la vallée du Rhône.

## Histoire

### De l'Antiquité au Moyen Âge
Le plateau fut occupé lors de la colonisation romaine. Un archéologue y a découvert une statuette, aujourd'hui déposée au musée du Louvre, qui représente Bacchus et Ariane.
Il est entré dans l'histoire en 736, après une victoire de Charles Martel contre les Sarrasins. La légende veut qu'il fallût trois jours entiers pour enterrer les morts. En commémoration, le roi Franc fit construire sur ces lieux, une chapelle dédiée à saint Jean des Vignes.

## Situation géographique

### Orographie
Ce plateau culmine à 150 m d'altitude. Il est érodé par deux vallons dont les rivières intermittentes sont des affluents du Gardon, le Briançon qui a creusé vallon de Domazan et la Combe de Mars.

### Climatologie
Le climat de ce terroir est soumis à un rythme à quatre temps : deux saisons sèches (une brève en hiver, une très longue et accentuée en été), deux saisons pluvieuses, en automne (pluies abondantes et brutales) et au printemps. Sa spécificité est son climat méditerranéen qui constitue un atout exceptionnel :
- le mistral assainit le vignoble ;
- la saisonnalité des pluies est très marquée ;
- les températures sont très chaudes pendant l'été.

## Vignoble

### Présentation
Le vignoble s'étend sur les communes de Domazan, Estézargues, Rochefort-du-Gard et Saze.

### Encépagement
Les rouges sont principalement fait à partir du grenache N, complété par de la syrah N, du mourvèdre N et accessoirement du brun argenté N (localement dénommé camarèse ou vaccarèse), du carignan N, du cinsaut N, de la counoise N, du muscardin N, du piquepoul noir N et du terret noir N.

### Les millésimes
Ils correspondent à ceux du vignoble de la vallée du Rhône. Ils sont notés : année exceptionnelle , grande année , bonne année ***, année moyenne **, année médiocre *.
| Caractéristiques | Article de qualité | ***                | ***                | Bon article        | Article de qualité | Bon article        | Bon article        | ***                | Bon article | Bon article        |
| Millésimes 1990 | 1999               | 1998               | 1997               | 1996               | 1995               | 1994               | 1993               | 1992               | 1991        | 1990               |
| Caractéristiques | ***                | ***                | **                 | ***                | Bon article        | **                 | **                 | **                 | ***         | Article de qualité |
| Millésimes 1980 | 1989               | 1988               | 1987               | 1986               | 1985               | 1984               | 1983               | 1982               | 1981        | 1980               |
| Caractéristiques | Article de qualité | Article de qualité | Bon article        | ***                | Article de qualité | **                 | Bon article        | ***                | Bon article | Article de qualité |
| Millésimes 1970 | 1979               | 1978               | 1977               | 1976               | 1975               | 1974               | 1973               | 19722              | 1971        | 1970               |
| Caractéristiques | Bon article        | Article de qualité | Bon article        | **                 | ***                | Bon article        | ***                | **                 | **          | Article de qualité |
| Millésimes 1960 | 1969               | 1968               | 1967               | 1966               | 1965               | 1964               | 1963               | 1962               | 1961        | 1960               |
| Caractéristiques | **                 | *                  | Article de qualité | Article de qualité | ***                | ***                | **                 | **                 | ***         | Article de qualité |
| Millésimes 1950 | 1959               | 1958               | 1957               | 1956               | 1955               | 1954               | 1953               | 1952               | 1951        | 1950               |
| Caractéristiques | Bon article        | Bon article        | Article de qualité | Bon article        | Bon article        | ***                | Bon article        | Article de qualité | **          | Article de qualité |
| Millésimes 1940 | 1949               | 1948               | 1947               | 1946               | 1945               | 1944               | 1943               | 1942               | 1941        | 1940               |
| Caractéristiques | Article de qualité | Article de qualité | Article de qualité | Bon article        | Article de qualité | **                 | Article de qualité | Bon article        | **          | **                 |
| Millésimes 1930 | 1939               | 1938               | 1937               | 1936               | 1935               | 1934               | 1933               | 1932               | 1931        | 1930               |
| Caractéristiques | *                  | Bon article        | Bon article        | ***                | **                 | Article de qualité | Article de qualité | **                 | **          | **                 |
| Millésimes 1920 | 1929               | 1928               | 1927               | 1926               | 1925               | 1924               | 1923               | 1922               | 1921        | 1920               |
| Caractéristiques | Article de qualité | Article de qualité | **                 | Bon article        | **                 | Bon article        | Bon article        | **                 | Bon article | Bon article        |
| Sources : Yves Renouil (sous la direction), Dictionnaire du vin, Éd. Féret et fils, Bordeaux, 1962 ; Alexis Lichine, Encyclopédie des vins et alcools de tous les pays, Éd. Robert Laffont-Bouquins, Paris, 1984, Les millésimes de la vallée du Rhône & Les grands millésimes de la vallée du Rhône |                    |                    |                    |                    |                    |                    |                    |                    |             |                    |

Soit sur 90 ans, 24 années exceptionnelles, 26 grandes années, 16 bonnes années, 22 années moyennes et 2 années médiocres.

### Type de vins et gastronomie
Ces vins rouges s'accordent bien avec des viandes rouges (grillées ou en sauce), des gibiers à plumes, du fromage fort. Ces vins se servent aux environs de 15° et ont une durée de garde moyenne de trois à cinq ans.

## La place de Signargues parmi les côtes-du-rhône villages
| Dénominations              | Surface et production | Surface et production | Communes ayant droit à une des dénominations géographiques                            |
| Dénominations              | hectares              | hectolitres           | Communes ayant droit à une des dénominations géographiques                            |
| -------------------------- | --------------------- | --------------------- | ------------------------------------------------------------------------------------- |
| Cairanne                   | 760                   | 24 540                | Cairanne                                                                              |
| Chusclan                   | 259                   | 9 576                 | Chusclan, Orsan, Bagnols-sur-Cèze, Codolet, Saint-Étienne-des-Sorts                   |
| Laudun                     | 298                   | 11 315                | Laudun, Saint-Victor-la-Coste, Tresques                                               |
| Massif-d'uchaux            | 178                   | 5 830                 | Lagarde-Paréol, Mondragon, Piolenc, Uchaux et une partie de Sérignan-du-Comtat        |
| Plan-de-dieu               | 367                   | 2 851                 | Camaret-sur-Aigues, Jonquières, Travaillan, Violès                                    |
| Puyméras                   | 81                    | 3 243                 | Mérindol-les-Oliviers, Mollans-sur-Ouvèze, Faucon, Saint-Romain-en-Viennois, Puyméras |
| Roaix                      | 96                    | 3 176                 | Roaix                                                                                 |
| Rochegude                  | 135                   | 4 462                 | Rochegude                                                                             |
| Rousset-les-vignes         | 52                    | 2 041                 | Rousset-les-Vignes                                                                    |
| Sablet                     | 230                   | 8 163                 | Sablet                                                                                |
| Saint-gervais              | 137                   | 5 019                 | Saint-Gervais                                                                         |
| Saint-maurice-sur-eygues   | 136                   | 4 982                 | Saint-Maurice-sur-Eygues                                                              |
| Saint-pantaléon-les-vignes | 61                    | 2 037                 | Saint-Pantaléon-les-Vignes                                                            |
| Séguret                    | 268                   | 9 176                 | Séguret                                                                               |
| Signargues                 | 600                   | 18 000                | Domazan, Estézargues, Rochefort-du-Gard, Saze                                         |
| Valréas                    | 479                   | 16 883                | Valréas                                                                               |
| Visan                      | 419                   | 14 510                | Visan                                                                                 |